# Liptornis
Liptornis hesternus é uma espécie de ave fóssil com afinidades indefinidas. Foi descrita pelo paleontólogo argentino Florentino Ameghino em 1894 a partir de vértebras cervicais datadas do Mioceno médio da Patagonia. Na altura foi relacionado com os Pelecanidae, embora com algumas dúvidas. Numa revisão paleontológica feita em 1933, Lambrecht foi relacionado com a superfamília Sulides sem o classificar numa família. Um estudo posterior sugeriu classificá-lo na família Anhingidae.